# Iso Seppälänsaari
Iso Seppälänsaari är en ö i Finland. Den ligger i sjön Juojärvi och i kommunen Outokumpu i den ekonomiska regionen  Joensuu ekonomiska region  och landskapet Norra Karelen, i den sydöstra delen av landet, 300 km nordost om huvudstaden Helsingfors. Öns area är 5,9 hektar och dess största längd är 0,5 kilometer i öst-västlig riktning.